# 柳明日香
柳 明日香（やなぎ あすか、1980年3月22日 - ）は、日本のタレント、グラビアアイドル、歌手。元アーティストハウス・ピラミッド所属。
東京都出身。日出女子学園高校卒業。

## 略歴
1996年デビュー。1997年度のフジテレビビジュアルクイーン。大磯ロングビーチキャンペーンガール。2000年をもって水着封印を宣言したが、2002年に再び水着姿を披露。
現在は、寿引退をした。

## 人物
- 趣味は、映画鑑賞、ショッピング。
- 特技はクラシックバレエ、スノーボード。
- 好きな色は白、黒、赤、ブルー、ピンク。

## 作品

### シングル
- 『ピーチパイDays』1998年10月7日発売 PHDL-1147 - マーキュリー（現・ユニバーサルミュージック）

1. ピーチパイDays
2. オレンジ サニー

### 映像作品
ビデオ
- VISUAL QUEEN OF THE YEAR’97「柳明日香 Naivety」（1997年8月20日、フジテレビ）
- Final Beauty（1997年6月、竹書房）
- ビ・ジ・ンへの日付変更線（1997年12月、コアラブックス）
- D-Splash!（2002年2月28日、キングレコード）

DVD
- Ma Che′rie（2001年12月25日、アクアハウス）
- Final Beauty（1999年4月25日、ハピネット・ピクチャーズ）
- Breath（2002年2月28日、キングレコード）

## 出演

### バラエティ
- ろみひー（中京テレビ制作）
- BiKiNi（テレビ東京系・1996年10月 - 1997年9月出演）
- 平成女学園（テレビ東京）
- TVチャンピオン（テレビ東京）
- クイズ!紳助くん（朝日放送関西ローカル）
- 恋のアンカー（東海テレビ中部ローカル）
- クイズ日本人の質問（NHK総合）
- グラビアの美少女（MONDO21）

### ドラマ
- サイコメトラーEIJI（日本テレビ系・1997年1月 - 3月）
- 女教師（テレビ朝日系・1998年7月 - 9月）安達やよい 役
- 京都祇園殺人事件(山村美紗サスペンス2時間単発ドラマ)
- 舞妓さんは名探偵!（テレビ朝日系・1999年4月 - 6月）- 小奈美 役
- 毛利元就（1997年NHK大河ドラマ）
- チョコレート革命（NHK-BS2・1998年）

### CM
- 森永製菓「チョコボール」
- (株)バーチャルスポーツ「GOLF BOX」
- ダリヤ「パルティ」
- トヨタ「カローラ」
- ブリヂストンサイクル「ラクッション」

## 書籍

### 写真集
- V 柳明日香 危険な16才（1996年12月、スコラ）ISBN 4-79-623073-4
- 恋写 リセ（1997年3月、テイアイエス、撮影：野村誠一）ISBN 4-88-618149-X
- There!（1997年8月、ぶんか社、撮影：上野いさむ）ISBN 4-82-112161-1
- Asuka（1998年3月、ワニブックス、撮影：平田友二）ISBN 4-84-702480-X
- “SWEETIE”(パパラブックス)（1998年9月、テイアイエス、撮影：野村誠一）ISBN 4-88-618171-6
- AYLA‐Asuka Yanagi in Los Angeles（1999年3月、近代映画社、撮影：北村崇）ISBN 4-76-481882-5
- Funny Girl（2000年1月、ぶんか社、撮影：西田幸樹）ISBN 4-82-112317-7
- SKIN UP（2001年12月25日、アクアハウス、撮影：野村誠一）ISBN 4-86-046034-0